# Вилла Кальдоньо
Вилла Кальдоньо (итал. Villa Caldogno) — вилла (загородный дом), приписываемая творчеству выдающегося архитектора эпохи итальянского Возрождения Андреа Палладио. Расположена в муниципалитете Кальдоньо, в провинции Виченца области Венето, северо-восточная Италия. В 1996 году вилла вместе с другими постройками Палладио включена в список Всемирного наследия ЮНЕСКО «Города Виченца и Палладиевых вилл Венето» (Città di Vicenza e Ville Palladiane del Veneto).

## История

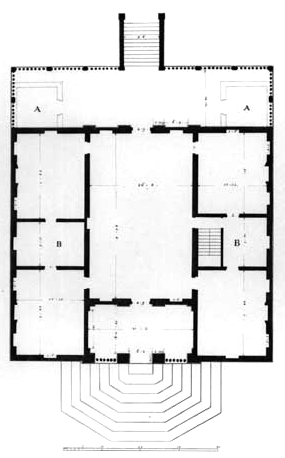
План виллы. Чертёж О. Бертотти-Скамоции. 1796

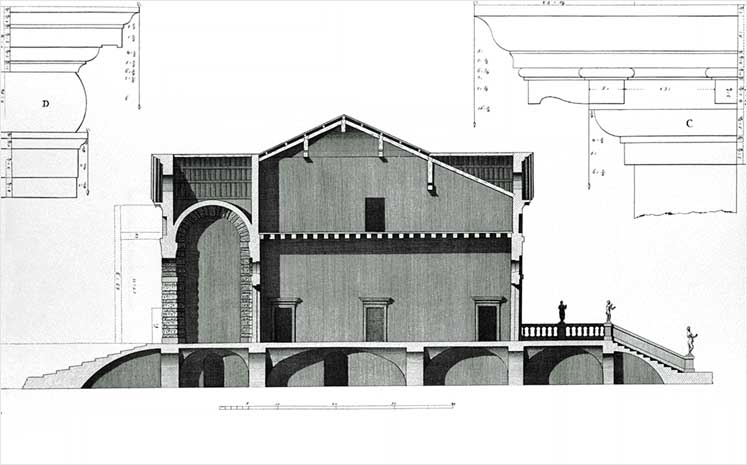
Разрез. Чертёж О. Бертотти-Скамоции. 1778

Лоско Кальдоньо, аристократ из Виченцы и успешный коммерсант, торговец шёлком, в 1541 году унаследовал сельскохозяйственный двор и многочисленные поля в Кальдоньо. Он был связан родством с такими заказчиками архитектора Палладио, как Музани, а затем Годи ди Луго из Виченцы, и, по всей вероятности, поручил Палладио отремонтировать сельскохозяйственный двор. Точных данных относительно датировки архитектурного проекта нет: начало работ можно отнести к 1542 году, дом определённо был пригоден для проживания в 1567 году, а дата «1570», выгравированная на фасаде, вероятно, указывает на окончание отделочных работ.
Палладио работал над уже существовавшей ранее постройкой, возможно, первой половины XV века, хорошо заметной в подвальном этаже. Проект виллы не включён в трактат Палладио «Четыре книги об архитектуре» (1570). Однако даже при отсутствии прямых доказательств, что это была работа прославленного венецианского архитектора, oбщая архитектурная композиция отсылает к другим работам Палладио, таким как Вилла Пизани в Баньоло (1542) и Вилла Сарачено (1548—1555). В XVII веке терраса и две угловые башенки изменили задний фасад, а архитектор Антонио Пиццокаро добавил «голубятню» (итал. colombarа) и три боковые галереи, расположенные перпендикулярно главному зданию — «баркессы» (итал. barchessa — «лодочка»), как их называл сам Палладио.
Вилла, перешедшая в собственность муниципалитета Кальдоньо, используется для проведения культурных мероприятий. В цокольном этаже виллы располагалась гражданская библиотека, которую в 2012 году переместили в отреставрированную боковую галерею. Часть комнат с 2000-х годов используется для выставок современного искусства.

## Архитектура
Главный фасад виллы оформлен тремя большими рустованными арками, образующими лоджию (ныне застеклённую). Выше расположен треугольный фронтон. План этажа очень простой, пропорции комнат не идеальны, но, скорее всего, это связано с повторным использованием уже существующих стен. Надпись на фасаде (Angelus Calidonius Luschi Filius MDLXX) свидетельствует о завершении строительства здания в 1570 году Анджело Кальдоньо, сыном заказчика, но эта дата, вероятно, относится к завершению роскошного внутреннего убранства по заказу Анджело.
Атриум украшен фресками: аркадийскими пейзажами, сценами музицирования и кругом Олимпийских богов на потолке. Большой центральный зал расписан фресками-«обманками», создавая квадратуру: иллюзорную архитектуру внутреннего портика, поддерживаемого гигантскими мраморными теламонами. В этой воображаемой архитектуре представлены типичные моменты жизни на вилле аристократии того времени: карточные игры, танцы, концерт и закуски для двоих: фрукты, вино и поднос со сладостями. Две самые большие комнаты слева имеют камин и около 1570 года были расписаны фресками Джованни Антонио Фазоло и Джованни Баттиста Дзелотти на сюжеты древнеримской истории: «Справедливость Сципиона» и «Царица Софонисба».
Позднее Джулио Карпиони украсил часть проходной комнаты на западной стороне. В маленькой комнате представлены эпизоды, вдохновлённые пасторальными и буколическими сюжетами.

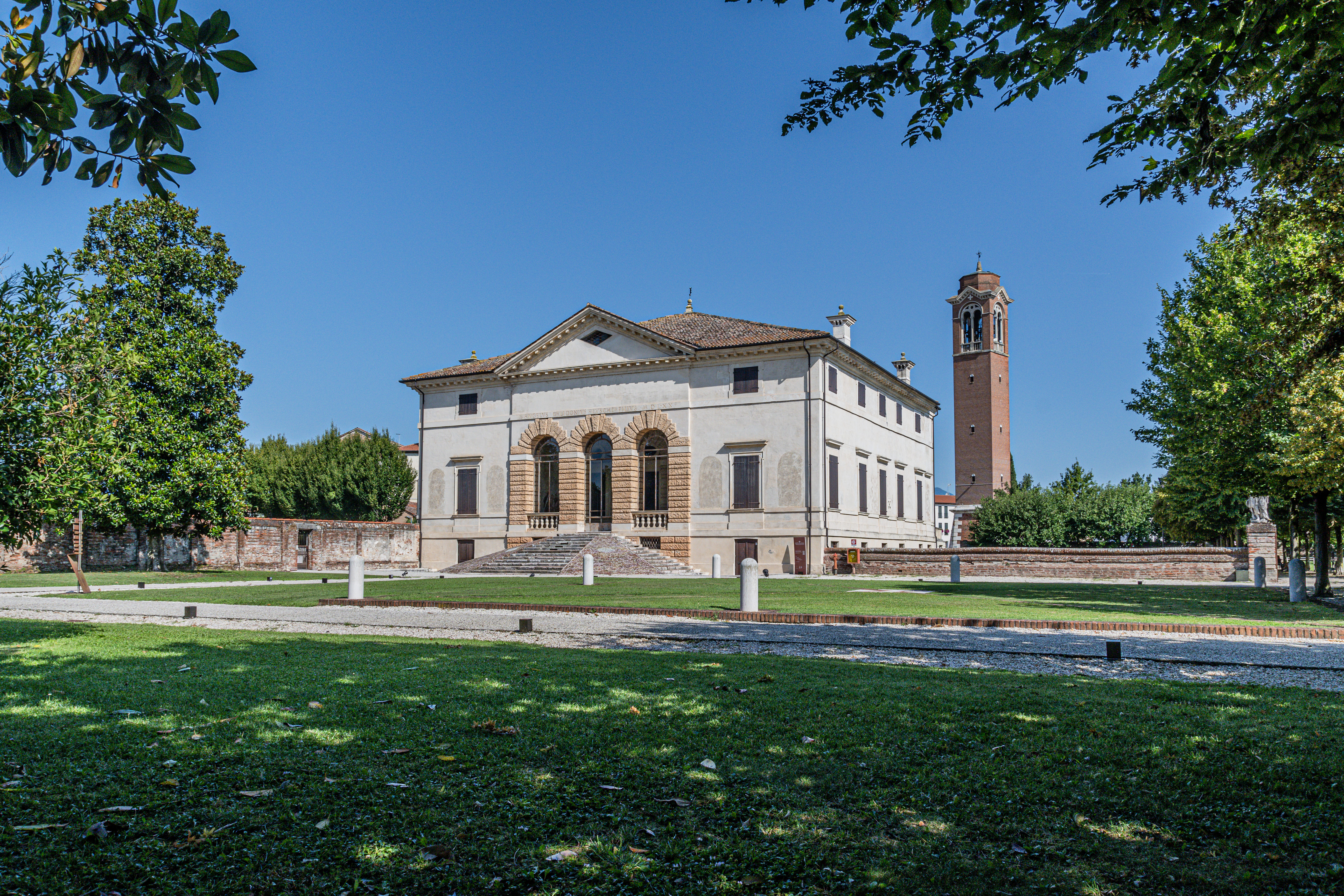
Общий вид
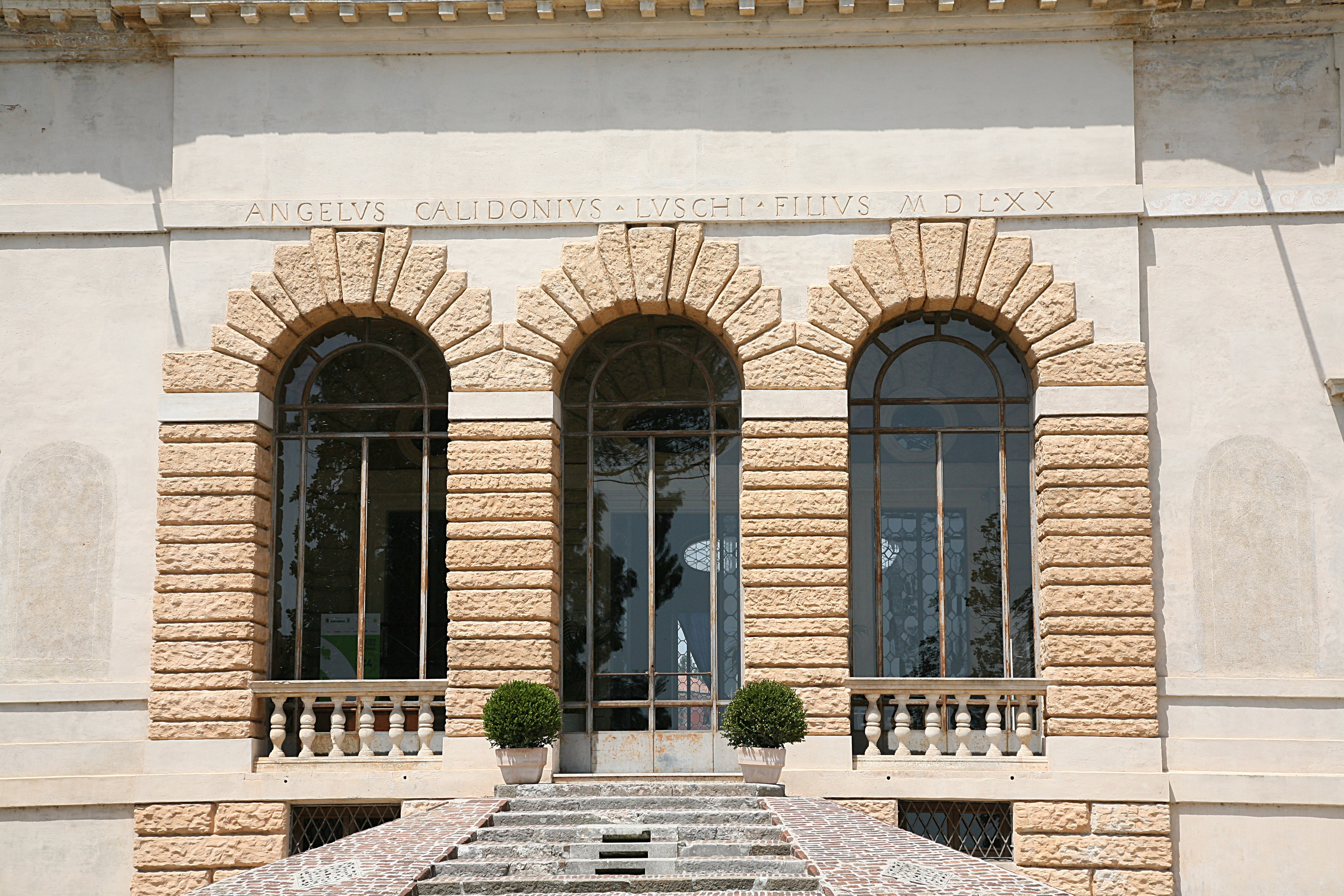
Арки главного фасада
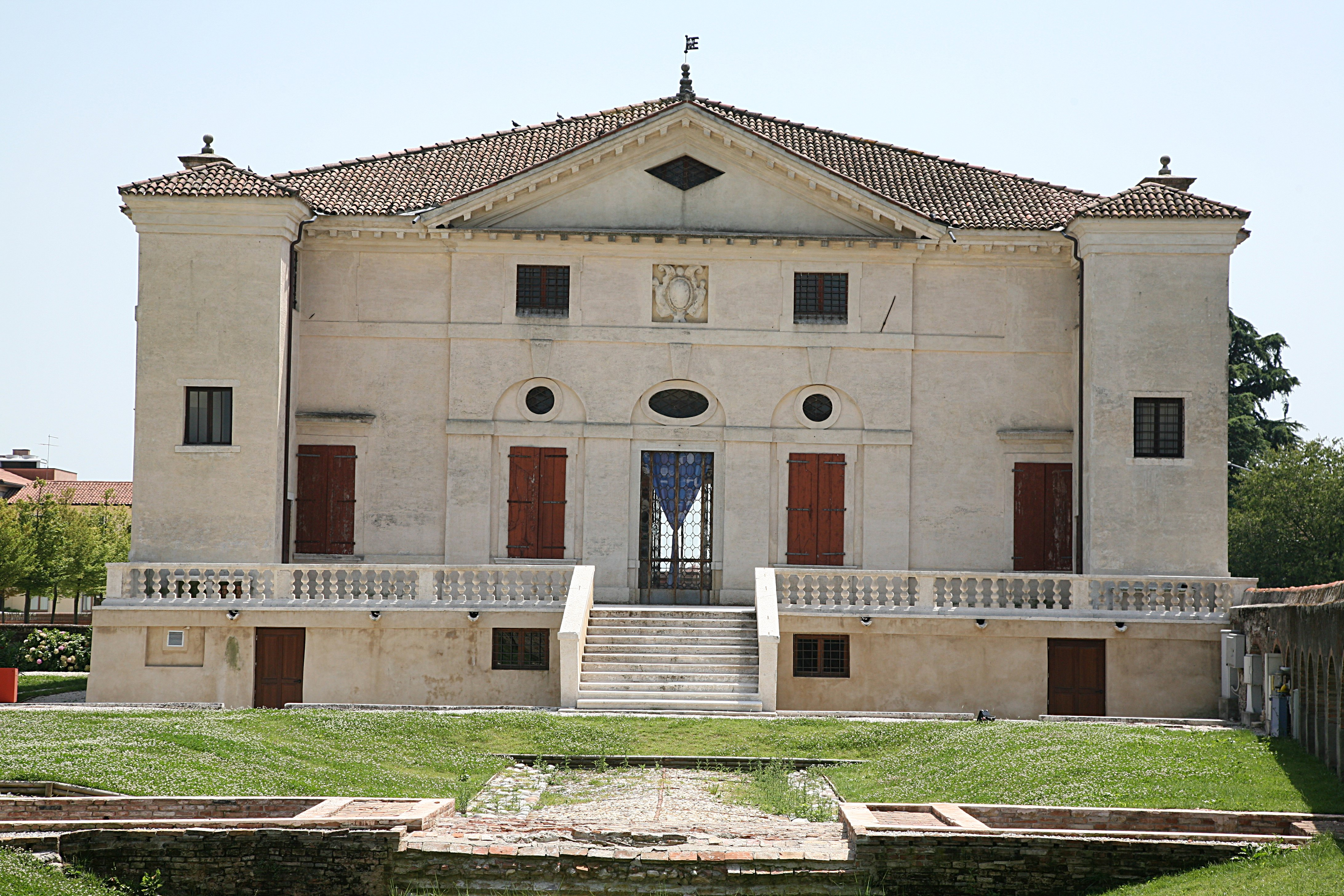
Задний фасад
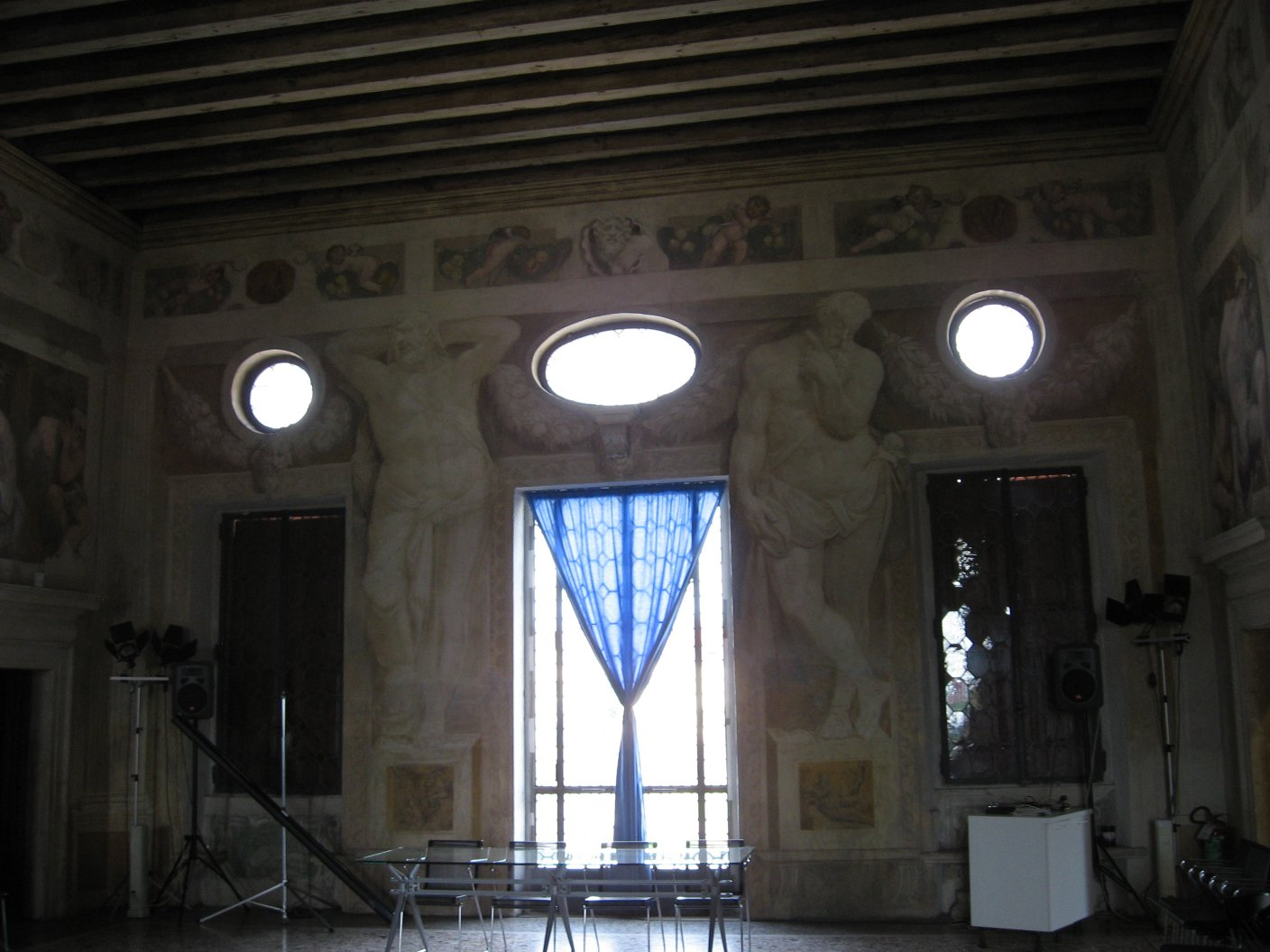
Центральный зал
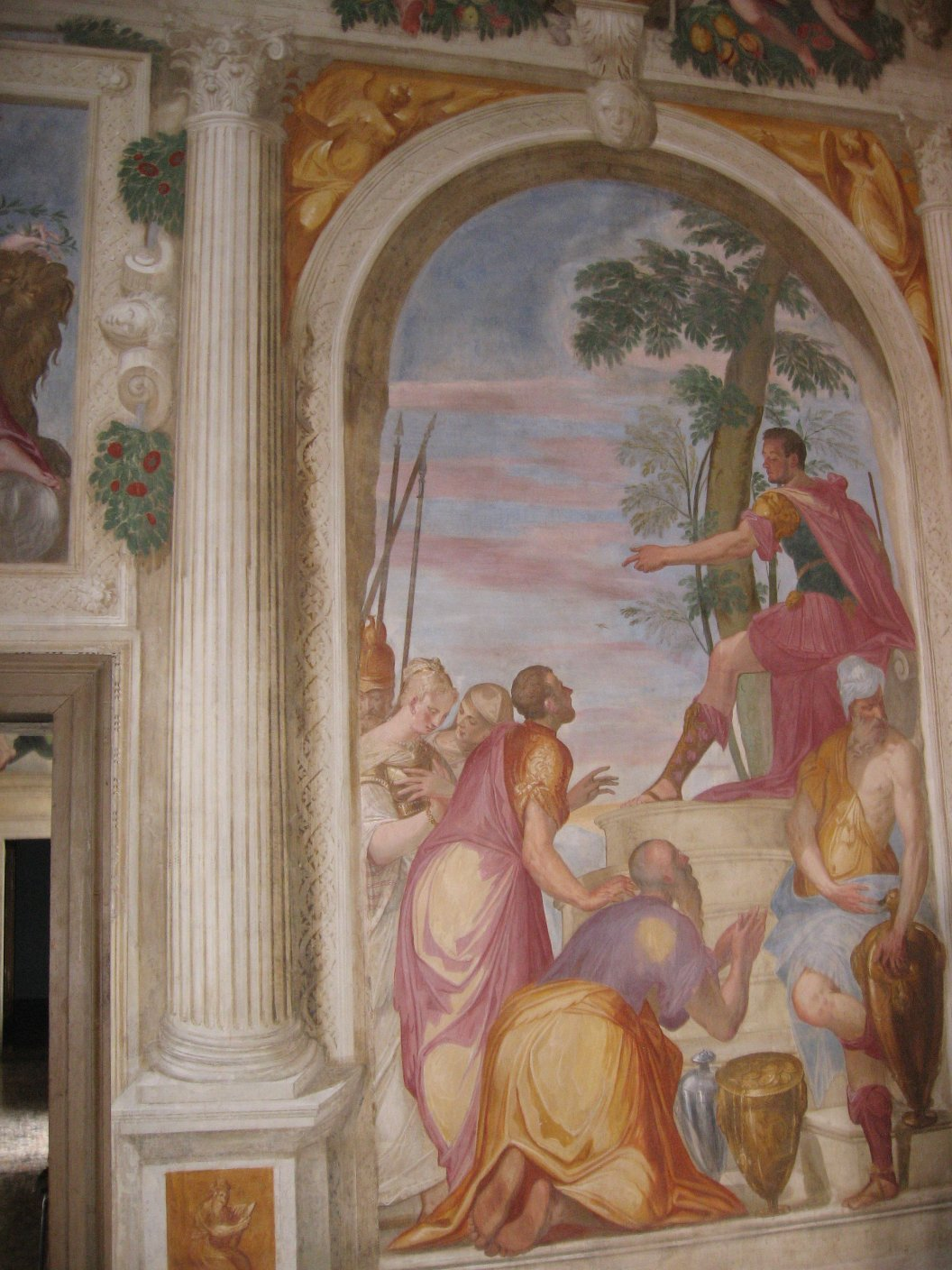
Дж. Б. Дзелотти. Справедливость Сципиона. Фреска
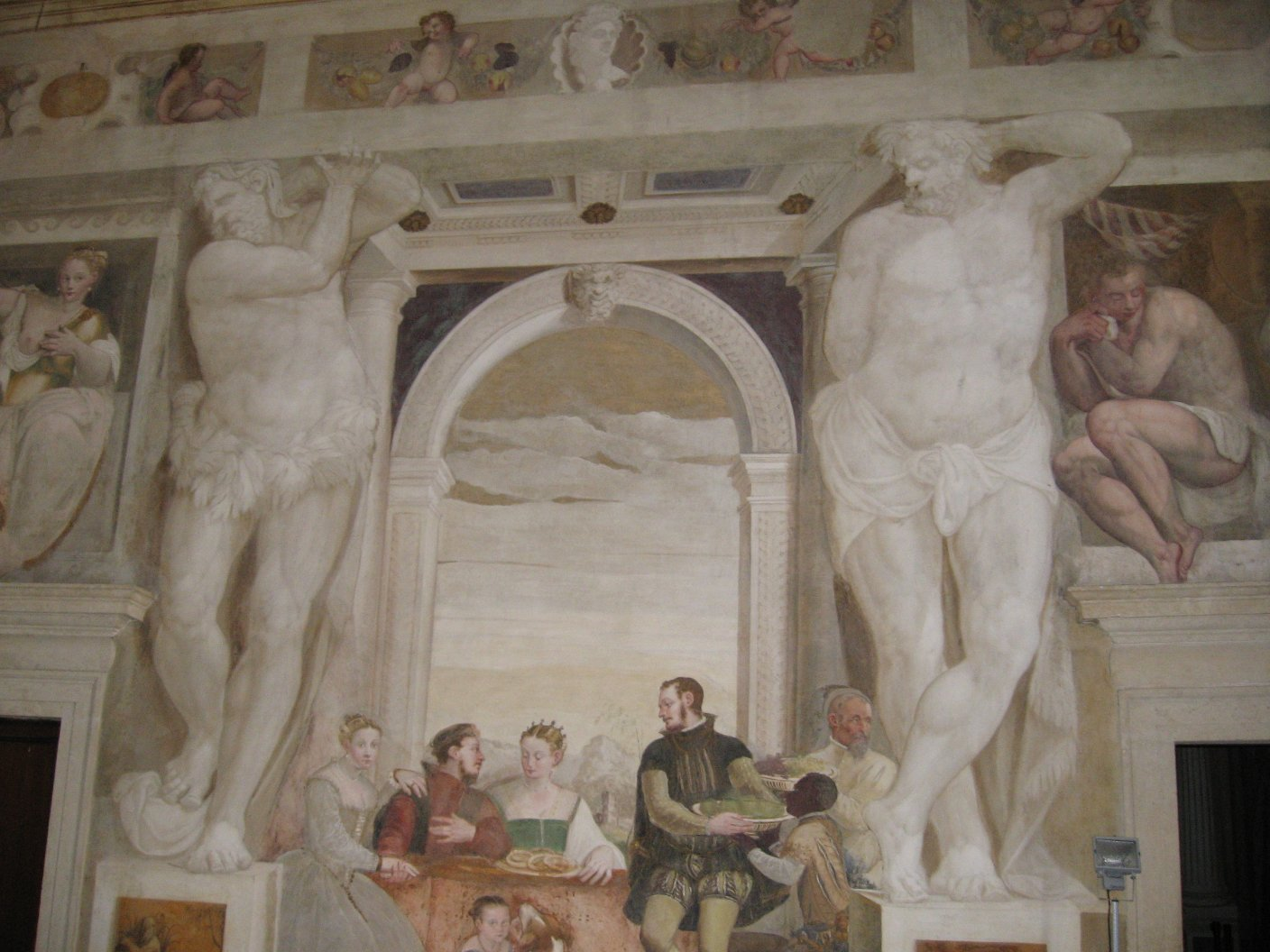
Дж. А. Фазоло. Росписи Салона. 1570
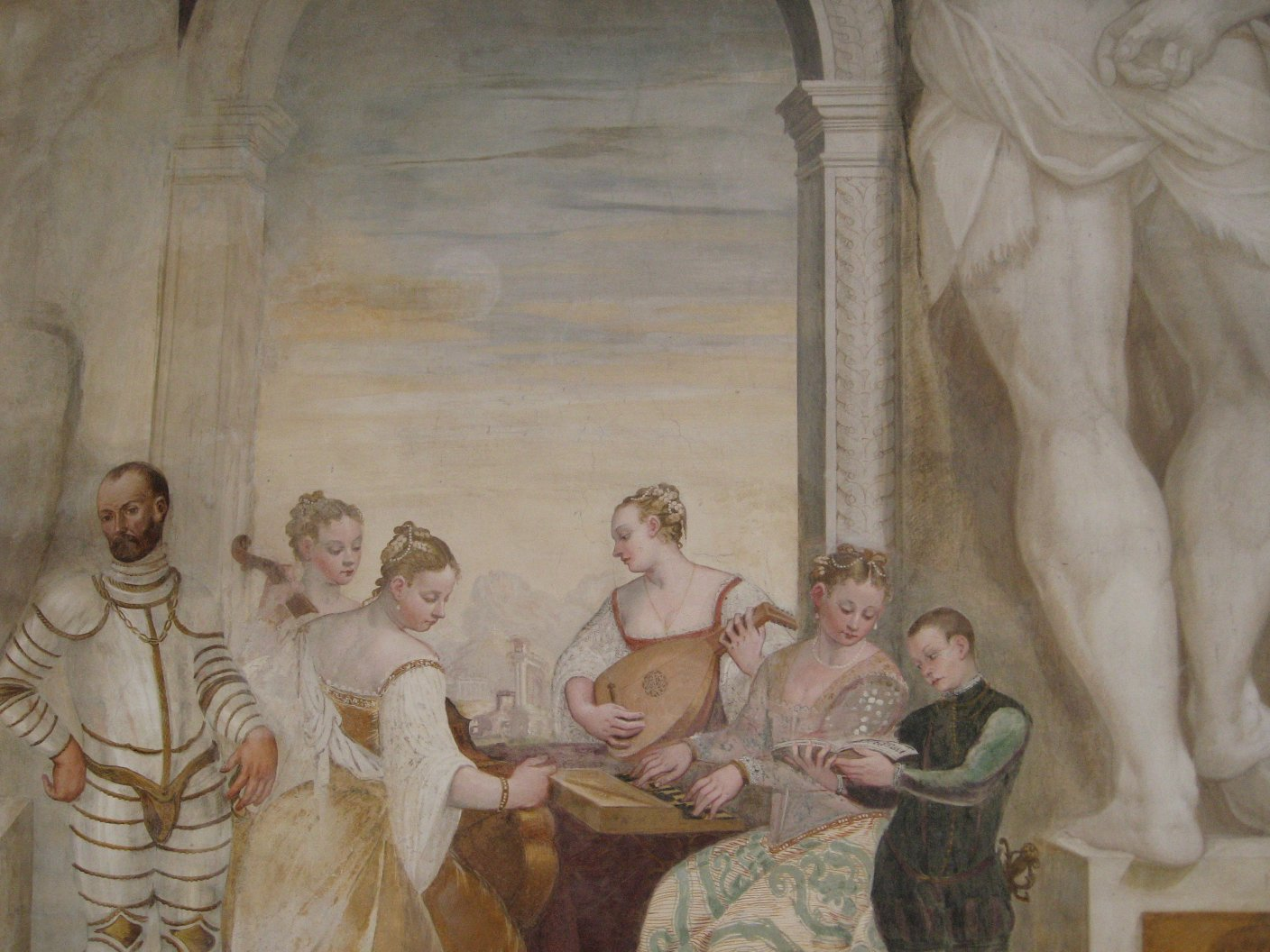
Концерт
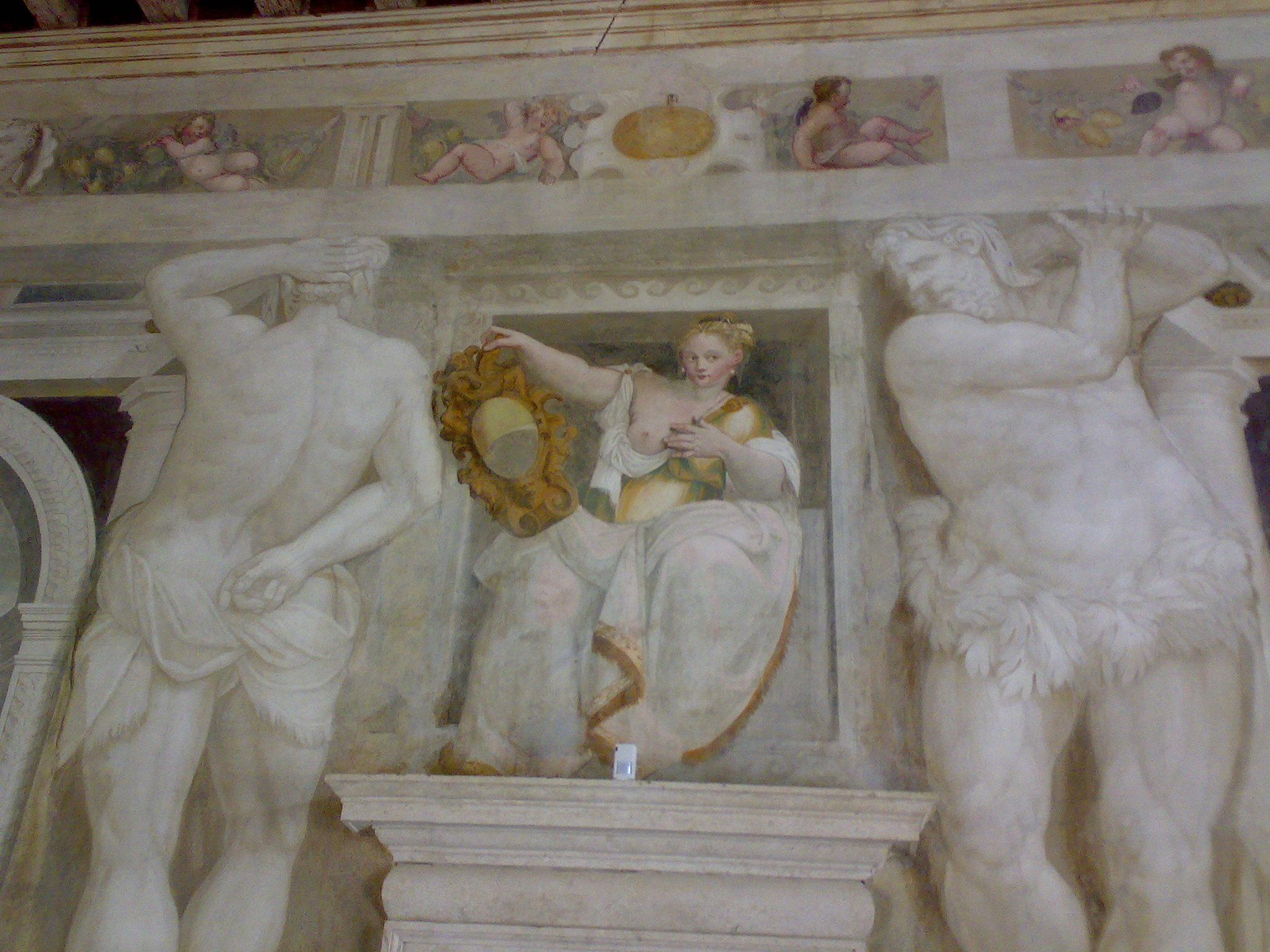
Муза